# Nyköpings, Torshälla, Mariefreds, Trosa och Enköpings valkrets
Nyköpings, Torshälla, Mariefreds, Trosa och Enköpings valkrets var från extravalet 1887-1893 en egen valkrets med ett mandat i andra kammaren i den svenska riksdagen. Valkretsen avskaffades inför valet 1896, då Nyköping, Torshälla, Mariefred och Trosa fördes till Nyköpings, Torshälla, Strängnäs, Mariefreds och Trosa valkrets medan Enköping övergick till Köpings, Nora, Lindesbergs och Enköpings valkrets.

## Riksdagsmän
- Ernst Edelstam, AK:s fr 1887-1888, borgm 1892-1893 (1887-1893)
- Carl Wellander (1894–1896)

## Valresultat

### 1887 (vår)
| Andrakammarvalet i Sverige 1887 (vår): Nyköpings, Torshälla, Mariefreds, Trosa och Enköpings valkrets | Andrakammarvalet i Sverige 1887 (vår): Nyköpings, Torshälla, Mariefreds, Trosa och Enköpings valkrets | Andrakammarvalet i Sverige 1887 (vår): Nyköpings, Torshälla, Mariefreds, Trosa och Enköpings valkrets | Andrakammarvalet i Sverige 1887 (vår): Nyköpings, Torshälla, Mariefreds, Trosa och Enköpings valkrets | Andrakammarvalet i Sverige 1887 (vår): Nyköpings, Torshälla, Mariefreds, Trosa och Enköpings valkrets |
| Kandidat                                                                                              | Kandidat                                                                                              | Röster                                                                                                | Röster                                                                                                | Röster                                                                                                |
| Kandidat                                                                                              | Kandidat                                                                                              | Antal                                                                                                 | % | +− %                                                                                                  |
| --- | --- | --- | --- | --- |
| | Ernst Edelstam (AKF)                                                                                  | 18 | 75,0                                                                                                  | |
| | Adolf Helander (prot.)                                                                                | 6 | 25,0                                                                                                  | |
| Antal giltiga röster                                                                                  | Antal giltiga röster                                                                                  | 24 | | |
| Kasserade röster                                                                                      | Kasserade röster                                                                                      | 0 | | |
| Totalt                                                                                                | Totalt                                                                                                | 24 | | |

Valet ägde rum den 21 april 1887. Valdeltagandet vid valet av de elektorer som förrättade valet var 69,7%.

### 1887 (sept.)
| Andrakammarvalet i Sverige 1887 (september): Nyköpings, Torshälla, Mariefreds, Trosa och Enköpings valkrets | Andrakammarvalet i Sverige 1887 (september): Nyköpings, Torshälla, Mariefreds, Trosa och Enköpings valkrets | Andrakammarvalet i Sverige 1887 (september): Nyköpings, Torshälla, Mariefreds, Trosa och Enköpings valkrets | Andrakammarvalet i Sverige 1887 (september): Nyköpings, Torshälla, Mariefreds, Trosa och Enköpings valkrets | Andrakammarvalet i Sverige 1887 (september): Nyköpings, Torshälla, Mariefreds, Trosa och Enköpings valkrets |
| Kandidat | Kandidat | Röster | Röster | Röster |
| Kandidat | Kandidat | Antal | % | +− % |
| --- | --- | --- | --- | --- |
| | Ernst Edelstam (AKF)                                                                                        | 284 | 62,0 | ▼13,0 |
| | Adolf Helander (prot.)                                                                                      | 173 | 37,8 | ▲12,8 |
| | Övriga kandidater                                                                                           | 1 | 0,2 | — |
| Antal giltiga röster                                                                                        | Antal giltiga röster                                                                                        | 458 | | |
| Kasserade röster                                                                                            | Kasserade röster                                                                                            | 0 | | |
| Totalt | Totalt | 458 | | |

Valet ägde rum den 5 september 1887. Valdeltagandet var 55,6%.

### 1890
| Andrakammarvalet i Sverige 1890: Nyköpings, Torshälla, Mariefreds, Trosa och Enköpings valkrets | Andrakammarvalet i Sverige 1890: Nyköpings, Torshälla, Mariefreds, Trosa och Enköpings valkrets | Andrakammarvalet i Sverige 1890: Nyköpings, Torshälla, Mariefreds, Trosa och Enköpings valkrets | Andrakammarvalet i Sverige 1890: Nyköpings, Torshälla, Mariefreds, Trosa och Enköpings valkrets | Andrakammarvalet i Sverige 1890: Nyköpings, Torshälla, Mariefreds, Trosa och Enköpings valkrets |
| Kandidat                                                                                        | Kandidat                                                                                        | Röster                                                                                          | Röster                                                                                          | Röster                                                                                          |
| Kandidat                                                                                        | Kandidat                                                                                        | Antal                                                                                           | %                                                                                               | +− %                                                                                            |
| ----------------------------------------------------------------------------------------------- | ----------------------------------------------------------------------------------------------- | ----------------------------------------------------------------------------------------------- | ----------------------------------------------------------------------------------------------- | ----------------------------------------------------------------------------------------------- |
|                                                                                                 | Ernst Edelstam (Ob, frih.)                                                                      | 286                                                                                             | 52,6                                                                                            | ▼9,4                                                                                            |
|                                                                                                 | Carl Wellander (prot.)                                                                          | 257                                                                                             | 47,2                                                                                            |                                                                                                 |
|                                                                                                 | Övriga kandidater                                                                               | 1                                                                                               | 0,2                                                                                             | —                                                                                               |
| Antal giltiga röster                                                                            | Antal giltiga röster                                                                            | 544                                                                                             |                                                                                                 |                                                                                                 |
| Kasserade röster                                                                                | Kasserade röster                                                                                | 0                                                                                               |                                                                                                 |                                                                                                 |
| Totalt                                                                                          | Totalt                                                                                          | 544                                                                                             |                                                                                                 |                                                                                                 |

Valet ägde rum den 8 september 1890. Valdeltagandet var 64,0%.

### 1893
| Andrakammarvalet i Sverige 1893: Nyköpings, Torshälla, Mariefreds, Trosa och Enköpings valkrets | Andrakammarvalet i Sverige 1893: Nyköpings, Torshälla, Mariefreds, Trosa och Enköpings valkrets | Andrakammarvalet i Sverige 1893: Nyköpings, Torshälla, Mariefreds, Trosa och Enköpings valkrets | Andrakammarvalet i Sverige 1893: Nyköpings, Torshälla, Mariefreds, Trosa och Enköpings valkrets | Andrakammarvalet i Sverige 1893: Nyköpings, Torshälla, Mariefreds, Trosa och Enköpings valkrets |
| Kandidat                                                                                        | Kandidat                                                                                        | Röster                                                                                          | Röster                                                                                          | Röster                                                                                          |
| Kandidat                                                                                        | Kandidat                                                                                        | Antal                                                                                           | %                                                                                               | +− %                                                                                            |
| ----------------------------------------------------------------------------------------------- | ----------------------------------------------------------------------------------------------- | ----------------------------------------------------------------------------------------------- | ----------------------------------------------------------------------------------------------- | ----------------------------------------------------------------------------------------------- |
|                                                                                                 | Carl Wellander (Ob, prot.)                                                                      | 392                                                                                             | 54,4                                                                                            | ▲7,2                                                                                            |
|                                                                                                 | Nils Gustaf Ljunggren (frih.)                                                                   | 328                                                                                             | 45,6                                                                                            |                                                                                                 |
| Antal giltiga röster                                                                            | Antal giltiga röster                                                                            | 720                                                                                             |                                                                                                 |                                                                                                 |
| Kasserade röster                                                                                | Kasserade röster                                                                                | 2                                                                                               |                                                                                                 |                                                                                                 |
| Totalt                                                                                          | Totalt                                                                                          | 722                                                                                             |                                                                                                 |                                                                                                 |

Valet ägde rum den 11 september 1893. Valdeltagandet var 74,0%.